# دیلی تامپسون
دیلی تامپسون (انگلیسی: Daley Thompson؛ زادهٔ ۳۰ ژوئیهٔ ۱۹۵۸) ورزشکار سابق دو و میدانی و دهگانه اهل بریتانیا است.